# えちぜん鉄道L形電車
えちぜん鉄道L形電車（えちぜんてつどうLがたでんしゃ）は、えちぜん鉄道が保有する路面電車車両である。2車体連接・2台車方式の超低床電車で、「ki-bo」（キーボ）の愛称を持つ。
自社の三国芦原線と福井鉄道福武線との相互直通運転（フェニックス田原町ライン）に使用される車両である。2編成（2両）導入され、相互直通運転開始に伴い2016年（平成28年）3月より営業運転を開始した。

## 導入までの経緯
福井県内を南北に走るえちぜん鉄道三国芦原線と福井鉄道福武線は、田原町駅（福井市）にて接続している。この田原町駅で両線のレールを繋ぎ、2つの路線に直通列車を運転する、という計画は、2004年（平成16年）より福井県によって検討が始まる。2010年（平成22年）になって会社や県、沿線自治体が参加する事業検討会議が発足、協議の結果2012年（平成24年）11月、福武線越前武生駅（現・たけふ新駅）より三国芦原線鷲塚針原駅までの区間において2015年度（平成27年度）より相互直通運転を開始すると決定した。
相互直通運転開始に先立つ2013年（平成25年）3月、福井鉄道では福武線用にF1000形（愛称「FUKURAM（ふくらむ）」）を導入した。このF1000形は新潟トランシスが製造した100%低床構造の超低床電車である。旧新潟鐵工所時代の熊本市交通局9700形以来同社が製造を続ける超低床電車系列の一つであり、車軸のない独立車輪を用いることで低床化を実現するというアドトランツ（ドイツ、現・ボンバルディア・トランスポーテーション）の超低床電車、通称「ブレーメン形」の足回りと、後継車種「インチェントロ」に準ずる丸みを帯びた車体を組み合わせた車両となっている。福井鉄道のF1000形導入に際し、えちぜん鉄道も相互直通運転用の新型車両の仕様を統一すべく車両の選定作業に参画。車両調達コストの圧縮を図るとともに運行や保守の観点より車両を共通化することとなった。なお、福井鉄道では2023年（令和5年）より、増備車両をF1000形よりF2000形（FUKURAM Liner）へと移行しているが、F2000形もえちぜん鉄道に乗り入れている。
こうしてえちぜん鉄道が導入した車両がL形である。
導入費用は2編成合計で6億円で、国と福井県が半分ずつ負担している。

## 車体・主要機器

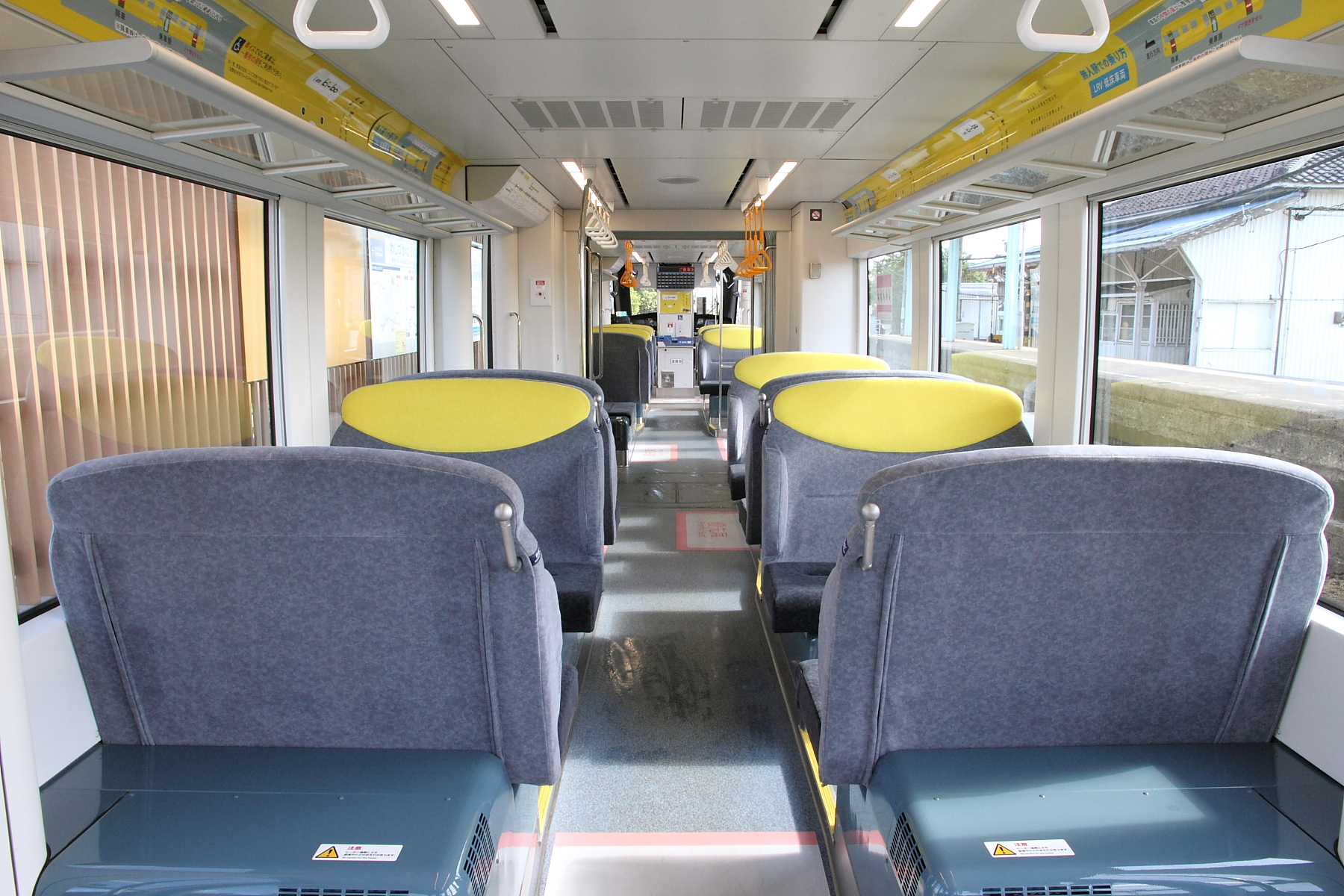
第1編成 (L-01) の車内

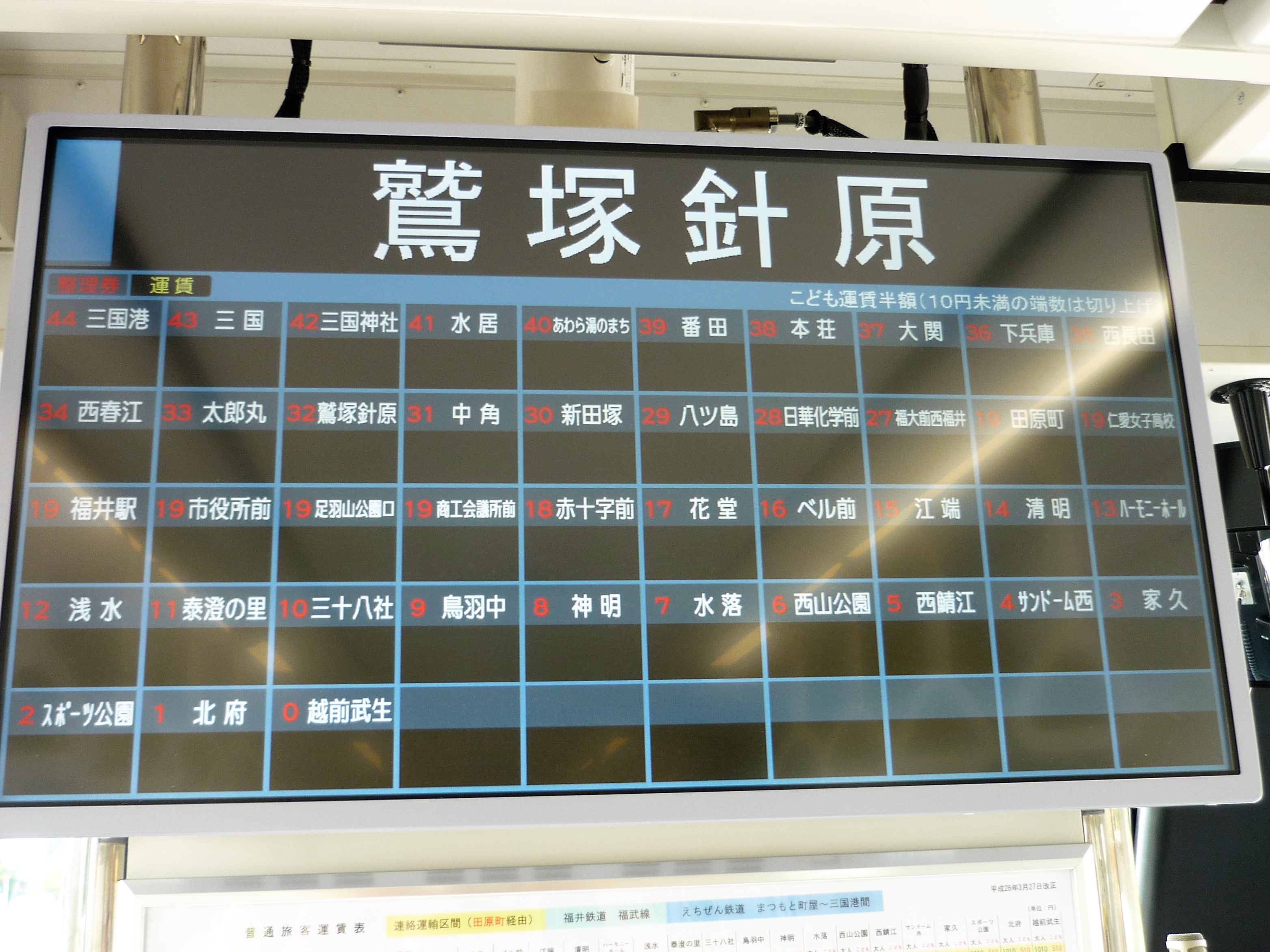
LCDの運賃表

L形は、新潟トランシスの製造による2車体2台車式・100%低床構造の超低床電車である。先に導入された福井鉄道F1000形と同一メーカーの同系列車であるが、F1000形が中間車を挿入する3車体連節車であったのに対し、L形は中間車のない2車体連節車となっている。
集電装置（シングルアーム式パンタグラフ）を屋根上に搭載する先頭車を「A車」、反対側の車両を「B車」と称する。連結部を除いた車体の長さはいずれも8.89メートルで、編成全体の長さは18.7メートルである。車体の幅は最大2.65メートルで、F1000形と同一。車体の高さ（パンタグラフ折りたたみ高さ）は4.0メートルとなっている。
レール上面から車内の床面までの高さは、通路部分は39センチメートルだが、出入り口付近ではさらに下げて33センチメートルとしている。ドアは有効幅1.25メートルで片側3か所ずつ計6か所の設置。座席は2人掛けのクロスシートを基本とし、連結部側のドア正面のみロングシートを配する。定員は100名でうち着席定員は32名。運転台後方に車椅子・ベビーカー優先スペースがある。
台車は各車に1台ずつ、車軸のない左右独立の車輪4輪からなるボルスタレス式ボギー台車を配する。主電動機は出力100キロワットのかご形三相誘導電動機（東洋電機製造製、形式名：TDK6413-D）を計2台搭載しており、設計最高速度は72キロメートル毎時となっている。電動機への供給電力を制御する主制御装置はVVVFインバータ制御方式で、三菱電機製。ブレーキは、主電動機を用いる電気ブレーキ（発電・回生併用）と、油圧式ディスクブレーキを併用。その他にも保安ブレーキとして電磁吸着ブレーキ（トラックブレーキ）を備える。

## 運転開始と運用
L形2編成は2015年（平成27年）3月30日に福井市内にあるえちぜん鉄道の車両基地へ搬入された。その後保安設備や自動列車停止装置 (ATS) 取り付けなどの残工事が行われ、翌2016年（平成28年）2月26日に報道公開された。同年3月16日付で竣工。営業運転は3月27日より開始され、同時にえちぜん鉄道三国芦原線・福井鉄道福武線の直通列車（フェニックス田原町ライン）の運行も始まった。
L形は三国芦原線・福武線直通列車のうち、三国芦原線鷲塚針原駅から福武線たけふ新駅へ至る急行列車に充当されている。運行本数は2018年3月ダイヤ改正時点で1日3往復。ほかに回送列車として車両基地のある福井口駅まで1日1往復の運行がある。直通列車には当初、L形とともに福井鉄道F1000形・モ770形（予備車）が投入されたが、モ770形が外れて2017年（平成29年）9月下旬からL形とF1000形のみ、すなわち全便超低床車両にて運転されるようになった。なお、併用されるF1000形は前述の通り3車体連節車であり2車体連節車のL形よりも輸送力が大きく、相互直通運転にもかかわらず両社の車両間で輸送力の差が生じている。
全2編成のうち1編成（L-01編成）は、2020年（令和2年）11月15日に三国芦原線の鷲塚針原～中角駅間で発生した乗用車との衝突事故で、鷲塚針原方向の前面が大破した。そのため、修復が完了するまでの期間中は1編成のみの運行となっている。

## 愛称について
2016年2月の車両報道公開と同日、えちぜん鉄道よりL形の愛称を「ki-bo」（キーボ）とすることが発表された。ネーミングおよびロゴデザインは地元福井市のデザイン事務所の手によるもの。えちぜん鉄道によると、「ki-bo」の「キ」は車体の黄色、「ボ」は「坊や」と「相棒」、全体で「希望」を表現しているという。また相互直通列車で併用される福井鉄道の同系列車F1000形の愛称「FUKURAM」（フクラム）と合わせると「希望ふくらむ」となるネーミングである。